# Гроджин
Гро́джин (пол. Grodczyn) — щитовой вулкан в Польше. Самый высокий пик Левиньского взгорья (высота 803 метра), находится неподалёку от города Душники-Здруй. Склоны вулкана состоят в основном из слюдяных сланцев и песчаников с известняковыми вставками.